# ديتر فانغر
ديتر فانغر (12 أكتوبر 1925 – 8 مارس 2016) هو مبارز بالسيف ألماني راحل، مثّل بلاده في الألعاب الأولمبية الصيفية 1960.

## روابط خارجية
ديتر فانغر على موقع أوليمبيديا (الإنجليزية)